# Toon Tunz
Toon Tunz è il settimo album, come artista protagonista, del cantante italiano Giorgio Vanni pubblicato il 10 maggio 2019.

## Antefatti
La produzione del disco è stata annunciata da una storia sul profilo Instagram dell'artista il 14 gennaio 2019. Già in quel momento erano state confermate diverse tracce dell'album. Il giorno successivo in un'intervista a Radiobicocca viene confermata la presenza di Gormiti un'altra avventura e Gormiti, the Legend is Back, tuttavia all'uscita della tracklist la prima era assente. Successivamente, durante la presentazione del 45 giri di Dragon Ball Super Kame Hame Ha, l'artista annunciò l'uscita del disco per il 26 aprile. In seguito la data viene confermata ma, solo per i partecipanti al Napoli Comicon 2019.

## Descrizione
Il disco è stato annunciato sui social attraverso alcuni teaser trailer per il 10 maggio che hanno rivelato la copertina dell'album che vede l'artista seduto su un trono. L'album contiene tutti i singoli usciti a partire da Pokémon Go fino al remix di Dragon Ball Super Kame Hame Ha, alcune delle sigle scritte per vari cartoni animati degli ultimi anni, un inedito che dà il titolo all'album e versioni alternative di alcune canzoni dell'artista. Nella tracklist è presente anche Yu-Gi-Oh GX, canzone del 2006 che era stata precedentemente pubblicata solo in alcune raccolte edite da RTI Music.
Il booklet dell'album si apre con una serie di foto tratte da vari concerti dell'artista e un suo messaggio, contiene inoltre una foto a due pagine di Giorgio Vanni e Max Longhi e i crediti dell'album. Nella pubblicazione su CD alcuni titoli sono stati leggermente modificati rispetto a come sono stati depositati in SIAE e nella pubblicazione come singoli. Questo è accaduto per Dragon Ball Super Kame Hame Ha, Rubami ancora il cuore e Sole e Luna.
La versione digitale dell'album ha una tracklist differente che esclude 4 canzoni rispetto a quella della versione fisica. Tuttavia, il 23 agosto 2022 è stata pubblicata un'ulteriore versione digitale che comprende tutte le canzoni tranne Lupin, ladro full-time (Daniel Tek Vs DJ Fellea's Remix).

## Tracce
1. Toon Tunz (Noi siamo quelli del...) (feat. Amedeo Preziosi) – 3:35 (testo: Giorgio Vanni, Max Longhi, Daniele Cuccione e Amedeo Preziosi – musica: Max Longhi e Daniele Cuccione; edizioni musicali Lova Music Srl)
2. My Hero Academia – 2:54 (testo: Alessandra Valeri Manera – musica: Max Longhi e Giorgio Vanni; edizioni musicali Turner LTD)
3. Dragon Ball Super Kame Hame Ha – 3:26 (testo: Alessandra Valeri Manera – musica: Max Longhi e Giorgio Vanni; edizioni musicali Lova Music Srl)
4. Lupin ladro Full Time – 2:40 (testo: Alessandra Valeri Manera – musica: Max Longhi e Giorgio Vanni; edizioni musicali RTI S.p.A.)
5. Yu-Gi-Oh! GX – 3:04 (testo: Alessandra Valeri Manera – musica: Max Longhi e Giorgio Vanni; edizioni musicali RTI S.p.A.)
6. Pokémon Go – 2:56 (testo: Alessandra Valeri Manera – musica: Max Longhi e Giorgio Vanni; edizioni musicali Lova Music Srl)
7. Bruco Gianluco – 3:36 (Sio; edizioni musicali Lova Music Srl)
8. Gormiti the Legend is Back – 3:19 (testo: Alessandra Valeri Manera – musica: Daniele Cuccione, Max Longhi e Giorgio Vanni; edizioni musicali Lova Music Srl)
9. Supereroi – 3:30 (Giacomo Mazzoni, Matteo Schiavo, Max Longhi e Giorgio Vanni; edizioni musicali Cramps Musicc Srl, Danceandlove, Lova Music Srl, Subside Records Srl e The Saifam Group Srl)
10. Mecardimal Go! – 2:15 (testo: Jamie Simone – musica: John Majkut; edizioni musicali Mattel Rhapsody)
11. Rubami ancora il cuore (feat. Alessandra Bordiga) – 3:05 (Max Longhi e Giorgio Vanni; edizioni musicali RTI S.p.A.)
12. Movieland luci, camera, azione! – 3:29 (testo: Alessia Spera – musica: Max Longhi e Giorgio Vanni; edizioni musicali Lova Music Srl)
13. Onda dopo onda (feat. Pietro Ubaldi) – 3:30 (testo: Alessia Spera – musica: Matteo Schiavo, Max Longhi e Giorgio Vanni; edizioni musicali Cramps Musicc Srl, Lova Music Srl, Subside Records Srl, The Saifam Group Srl)
14. Sole e Luna (feat. Dago Hernandez) – 3:50 (testo: Alessandra Valeri Manera e Alessia Spera – musica: Max Longhi e Giorgio Vanni; edizioni musicali Lova Music Srl)
15. Diabolik (Live) – 3:55 (testo: Alessandra Valeri Manera – musica: Max Longhi e Giorgio Vanni; edizioni musicali RTI S.p.A.)
16. Beyblade Mashup (Live) – 5:09 (testo: Alessandra Valeri Manera – musica: Max Longhi e Giorgio Vanni; edizioni musicali RTI S.p.A.)
17. Diabolik (feat. B-tles 3-bute) (Acapella) – 3:37 (testo: Alessandra Valeri Manera – musica: Max Longhi e Giorgio Vanni; edizioni musicali RTI S.p.A.)
18. Lupin, ladro full time (Daniel Tek vs DJ Fellea's Remix) – 4:01 (testo: Alessandra Valeri Manera – musica: Max Longhi e Giorgio Vanni; edizioni musicali RTI S.p.A.)
19. Dragon Ball Super Kame Hame Ha (Daniel Tek Remix) – 3:31 (testo: Alessandra Valeri Manera – musica: Max Longhi e Giorgio Vanni; edizioni musicali Lova Music Srl)

Durata totale: 65:22
Digital Download
1. Toon Tunz (Noi siamo quelli del...) (feat. Amedeo Preziosi) – 3:35
2. My Hero Academia – 2:54
3. Dragon Ball Super Kame Hame Ha – 3:26
4. Pokémon Go – 2:56
5. Bruco Gianluco – 3:36
6. Gormiti, the Legend is Back – 3:19
7. Supereroi – 3:30
8. Mecardimal Go! – 2:15
9. Movieland luci, camera, azione! – 3:29
10. Onda dopo onda (feat. Pietro Ubaldi) – 3:30
11. Sole e Luna (feat. Dago Hernandez) – 3:50
12. Diabolik (Live) – 3:55
13. Beyblade Mashup (Live) – 5:09
14. Diabolik (feat. B-tles 3-bute) (Acapella) – 3:37
15. Dragon Ball Super Kame Hame Ha (Daniel Tek Remix) – 3:31

Durata totale: 52:32

## Produzione
- Max Longhi – produttore esecutivo
- Giorgio Vanni – produttore esecutivo
- Daniele Cuccione – produzione musicale, assistente e coordinatore
- RTI S.p.A. – produttore esecutivo per Yu-Gi-Oh! GX, Lupin ladro Full-Time e Rubami ancora il cuore
- Movieland – produttore esecutivo per Movieland luci, camera, azione!
- Danceonline – produttore esecutivo per Supereroi e Onda dopo onda
- Giochi preziosi S.p.A. – produttore esecutivo per Gormiti the Legend is Back
- Mattel – produttore esecutivo per Mecardimal Go
- Angelo Antonuccio – fotografie e artwork
- Roby Manini – layout
- Pietro Caramelli – mastering a Energymaster (Milano)

## Produzione musicale e formazione

### My Hero Academia
- Giorgio Vanni – chitarre
- Marcello Salcuni – chitarre
- Luca Visigalli – basso
- Max Longhi – produzione
- Daniele Cuccione – preproduzione
- Marco Gallo – cori
- Alessandra Bordiga – cori

### Yu Gi Oh! GX
- Alessandra Valeri Manera – produzione per Alinvest Srl
- Max Longhi – arrangiamento per Lova Music Srl, tastiera e programmazione
- Fabio Gargiulo – registrazione e mixaggio al Lova Music Recording Studio, Milano
- Giorgio Vanni – chitarre
- I Piccoli Artisti "Accademia New Day" – coro
- Cristina Paltrinieri – direzione coro
- Gisella Cozzo – cori aggiuntivi
- Simona Scuto – cori aggiuntivi
- Marco Gallo – cori aggiuntivi

### Gormiti the Legend is Back
- Max Longhi – produzione e tastiere

### Diabolik(Live)
- Paolo Polifrone – basso
- Giuliano Leccis – tastiere e programmazione
- Marcello Salcuni – chitarra
- Fabiano Pagnozzi – tastiere e programmazione
- Paolo Bianchi – batteria

### Beyblade Mashup(Live)
- Paolo Polifrone – basso
- Giuliano Leccis – tastiere e programmazione
- Marcello Salcuni – chitarra
- Fabiano Pagnozzi – tastiere e programmazione
- Paolo Bianchi – batteria

### Diabolik(Acapella)
- Marco Gallo – basso
- Ricky Belloni – ?
- Moreno Ferrara – ?
- Max Corfini – ?
- Alberto Favaro – ?

### Lupin ladro Full-Time(Remix)
- Daniele Cuccione – produzione
- Max Longhi – produzione

## Classifiche
| Classifica (2019) | Posizione massima |
| ----------------- | ----------------- |
| Italia            | 57                |